# 伺候席
伺候席（しこうせき）は、江戸時代に大名や旗本が将軍に拝謁するため江戸城に登城した際、その順番を待っていた控席のこと。殿席、詰所とも。

## 概要
伺候席は拝謁者の家格、官位、役職等により分けられており、大名家にとってその家格を表すものとして重視されていた。
大名が詰める席には大廊下席、大広間席、溜詰、帝鑑間席、柳間席、雁間詰、菊間広縁詰の七つがあり、それぞれに詰める大名は出自や官位を元に幕府により定められていた。ただし、役職に就任した場合は、その役職に対して定められた席（奏者番ならば芙蓉間、大番頭なら菊間等）に詰めた。
将軍の執務・生活空間である「奥」から最も近いのは「溜間」次いで「雁間」「菊間広縁」「帝鑑間」と主に譜代大名が詰める席となっており、官位や石高では大廊下や大広間の親藩・外様大名の方が上だが、将軍との親疎では遠ざけられていた。
大広間席、帝鑑間席、柳間席の大名は「表大名」といわれ、五節句や月次のみ登城した。
それぞれの伺候席に詰めた大名家は以下の通り。

## 大廊下席
大廊下席（おおろうか）は、将軍家の親族が詰めた部屋。上之部屋と下之部屋の二つに仕切られていた。
上之部屋は御三家が詰めた。江戸初期は、三代将軍家光の血筋である御両典（甲府藩、館林藩）も詰めた。また、家光の正室本理院孝子の弟鷹司信平が大名に取り立てられた際に、松平姓を許されて上野吉井に一万石を給され、上之部屋に詰めることになる（鷹司松平家）。なお、御三卿も将軍家の親族ではあったが扱いが異なり、将軍の生活空間である中奥に御控所が用意された（後述）。
下之部屋は加賀藩前田家が詰めていた。また、初期には、福井藩松平家、足利氏（古河公方家）の末裔である喜連川氏の当主も同所に詰めていた（後に福井松平家は大広間、喜連川氏は柳間に下がる）。
江戸中期には、一橋徳川家より養子を迎えた福岡藩黒田家当主が詰めることになる。

### 上之部屋
| 殿席               | 家名                      | 領国       | 石高       | 初官            | 経過                          | 極官            | 親疎   | 城主 | 備考                    |
| ------------------ | ------------------------- | ---------- | ---------- | --------------- | ----------------------------- | --------------- | ------ | ---- | ----------------------- |
| 大廊下（上之部屋） | 尾張中納言 （尾張徳川家） | 尾張名古屋 | 61万9500石 | 従三位 権中将   | 家督時 - 中納言 部屋住 - 宰相 | 従二位 大納言   | 御三家 | 城主 | 賜諱・世嗣殿上元服      |
| 大廊下（上之部屋） | 紀伊中納言 （紀州徳川家） | 紀伊和歌山 | 55万5000石 | 従三位 権中将   | 家督時 - 中納言 部屋住 - 宰相 | 従二位 大納言   | 御三家 | 城主 | 賜諱・世嗣殿上元服      |
| 大廊下（上之部屋） | 甲府宰相 （甲府徳川家）   | 甲斐甲府   | 35万石     | 従三位 権中将   | 家督後 - 宰相                 | 従三位 権中納言 | 御両典 | 城主 | 賜諱・世嗣殿上元服 定府 |
| 大廊下（上之部屋） | 館林宰相 （館林徳川家）   | 上野館林   | 35万石     | 従三位 権中将   | 家督後 - 宰相                 | 従三位 権中納言 | 御両典 | 城主 | 賜諱・世嗣殿上元服 定府 |
| 大廊下（上之部屋） | 水戸宰相 （水戸徳川家）   | 常陸水戸   | 35万石     | 正四位下 権少将 | 従三位 中将                   | 正三位 中納言   | 御三家 | 城主 | 賜諱・世嗣殿上元服 定府 |

### 下之部屋
| 殿席               | 家名                        | 領国     | 石高        | 初官              | 経過                        | 極官              | 親疎       | 城主     | 備考               |
| ------------------ | --------------------------- | -------- | ----------- | ----------------- | --------------------------- | ----------------- | ---------- | -------- | ------------------ |
| 大廊下（下之部屋） | 松平加賀宰相 （前田宗家）   | 加賀金沢 | 102万5000石 | 正四位下 権少将   | 家督時 - 権中将 50歳 - 宰相 | 従三位 宰相       | 外様       | 本国持   | 賜諱・世嗣殿上元服 |
| 大廊下（下之部屋） | 松平越前守 （福井松平家）   | 越前福井 | 32万石      | 従四位下 権少将   | 家督時 - 侍従               | 正四位下 権中将   | 御家門     | 大身国持 | 賜諱・世嗣殿上元服 |
| 大廊下（下之部屋） | 松平左兵衛督 （鷹司松平家） | 上野吉井 | 1万石       | 従四位下 左兵衛督 | 家督時 - 侍従               | 従四位下 左兵衛督 | 紀伊家連枝 | 無城     | 定府               |
| 大廊下（下之部屋） | 松平越後守 （津山松平家）   | 美作津山 | 10万石      | 従四位下          | 家督時 - 侍従               | 正四位下 権中将   | 御家門     | 大身国持 | 賜諱・世嗣殿上元服 |

ただしこれら席次や官位は、各藩や幕府の都合により変更されることがあった。

## 大広間席
大広間席（おおびろま）は、国持大名（国主）および准国持大名（准国主）が入った部屋。国主以外でも、四品以上の官位を持つ親藩および外様大名はこの席に詰めた。
| 殿席   | 家名                          | 領国              | 石高               | 初官          | 経過                         | 極官                                | 親疎     | 城主               | 備考                                        |
| ------ | ----------------------------- | ----------------- | ------------------ | ------------- | ---------------------------- | ----------------------------------- | -------- | ------------------ | ------------------------------------------- |
| 大広間 | 松平薩摩守 （島津家）         | 薩摩鹿児島        | 72万石             | 従四位下 侍従 | 家督時 - 権少将              | 従四位上 権中将                     | 外様     | 本国持             | 賜諱・世嗣殿上元服                          |
| 大広間 | 松平陸奥守 （伊達家）         | 陸奥仙台          | 62万石             | 従四位下 侍従 | 家督時 - 権少将              | 従四位上 権中将                     | 外様     | 大身国持           | 賜諱・世嗣殿上元服                          |
| 大広間 | 松平摂津守 （四谷松平家）     | 美濃高須          | 3万石              | 従四位下 侍従 | 家督翌年 - 権少将            | 従四位上 権少将                     | 尾張連枝 | 無城               |                                             |
| 大広間 | 松平左京大夫 （西条松平家）   | 伊予西条          | 3万石              | 従四位下 侍従 | 家督翌年 - 権少将            | 従四位上 権少将                     | 紀伊連枝 | 無城               | 定府                                        |
| 大広間 | 細川越中守 （細川家）         | 肥後熊本          | 54万石             | 四品          | 家督時 - 侍従                | 従四位下 権少将                     | 外様     | 大身国持           | 賜諱・世嗣殿上元服                          |
| 大広間 | 松平筑前守 （黒田家）         | 筑前福岡          | 47万3000石         | 四品          | 家督時 - 侍従                | 従四位下 権少将                     | 外様     | 本国持             | 賜諱・世嗣殿上元服                          |
| 大広間 | 松平安芸守 （浅野家）         | 安芸広島          | 42万6000石         | 四品          | 家督時 - 侍従                | 従四位下 権少将                     | 外様     | 本国持             | 賜諱・世嗣殿上元服                          |
| 大広間 | 松平肥前守 （鍋島家）         | 肥前佐賀          | 35万7000石         | 四品          | 家督時 - 侍従                | 従四位下 権少将                     | 外様     | 大身国持           | 賜諱・世嗣殿上元服                          |
| 大広間 | 松平長門守 （毛利家）         | 長門萩            | 36万9000石         | 四品          | 家督時 - 侍従                | 従四位下 権少将                     | 外様     | 本国持             | 賜諱・世嗣殿上元服                          |
| 大広間 | 松平相模守 （因幡池田家）     | 因幡鳥取          | 32万5000石         | 四品          | 家督時 - 侍従                | 従四位下 権少将                     | 外様     | 本国持             | 賜諱・世嗣殿上元服                          |
| 大広間 | 藤堂和泉守 （藤堂家）         | 伊勢安濃津        | 32万3000石         | 四品          | 家督時 - 侍従                | 従四位下 権少将                     | 外様     | 本国持             | 賜諱・世嗣殿上元服                          |
| 大広間 | 松平備前守 （池田宗家）       | 備前岡山          | 31万5000石         | 四品          | 家督時 - 侍従                | 従四位下 権少将                     | 外様     | 本国持             | 賜諱・世嗣殿上元服                          |
| 大広間 | 松平阿波守 （蜂須賀家）       | 阿波徳島          | 25万7000石         | 四品          | 家督時 - 侍従                | 従四位下 権少将                     | 外様     | 本国持             | 賜諱・世嗣殿上元服                          |
| 大広間 | 松平土佐守 （山内家）         | 土佐高知          | 24万2000石         | 四品          | 家督時 - 侍従                | 従四位下 権少将                     | 外様     | 本国持             | 賜諱・世嗣殿上元服                          |
| 大広間 | 松平出羽守 （雲州松平家）     | 出雲松江          | 18万6000石         | 四品          | 家督時 - 侍従                | 従四位下 権少将                     | 御家門   | 本国持             | 賜諱・世嗣殿上元服                          |
| 大広間 | 上杉弾正大弼 （上杉家）       | 出羽米沢          | 15万石             | 四品          | 家督時 - 侍従                | 従四位下 権少将                     | 外様     | 大身国持           | 賜諱・世嗣殿上元服                          |
| 大広間 | 宗対馬守 （宗家）             | 対馬府中 （厳原） | 10万石格           | 四品          | 家督時 - 侍従                | 従四位下 権少将                     | 外様     | 本国持             | 賜諱・世嗣殿上元服                          |
| 大広間 | 有馬中務大輔 （有馬家）       | 筑後久留米        | 21万8000石         | 四品          | 家督時 - 侍従                | 従四位下 権少将                     | 外様     | 大身国持           |                                             |
| 大広間 | 佐竹右京大夫 （佐竹家）       | 出羽久保田        | 20万5000石         | 四品          | 家督時 - 侍従                | 従四位下 権少将                     | 外様     | 大身国持           |                                             |
| 大広間 | 松平大学頭 （守山松平家）     | 陸奥守山          | 2万石              | 四品          | 家督翌年 - 侍従              | 従四位下 侍従                       | 水戸連枝 | 無城               | 定府                                        |
| 大広間 | 松平播磨守 （石岡松平家）     | 常陸府中          | 2万石              | 四品          | 家督翌年 - 侍従              | 従四位下 侍従                       | 水戸連枝 | 無城               | 定府                                        |
| 大広間 | 伊達遠江守 （伊達家）         | 伊予宇和島        | 10万石             | 四品          | 家督後30歳代 - 侍従          | 従四位下 権少将                     | 外様     | 国持に差継候表大名 |                                             |
| 大広間 | 立花左近将監 （立花家）       | 筑後柳河          | 10万9000石         | 朝散大夫      | 家督後 - 四品                | 従四位下 侍従                       | 外様     | 国持に差継候表大名 | 五位の間は柳間詰 四品昇進後に大広間へ遷る   |
| 大広間 | 丹羽左京大夫 （丹羽家）       | 陸奥二本松        | 10万3000石         | 朝散大夫      | 家督後 - 四品                | 従四位下 侍従                       | 外様     | 国持に差継候表大名 | 五位の間は柳間詰 四品昇進後に大広間へ遷る   |
| 大広間 | 松平大和守 （結城松平家）     | 上野前橋          | 17万石             | 朝散大夫      | 家督後数年 - 四品            | 四品より30年 - 従四位下侍従         | 御家門   | 城主               | 五位の間は柳間詰 四品昇進後に大広間へ遷る   |
| 大広間 | 松平出雲守 （富山前田家）     | 越中富山          | 10万石             | 朝散大夫      | 家督後数年 - 四品            | 四品より40年 - 従四位下侍従         | 外様     | 城主               | 五位の間は柳間詰 四品昇進後に大広間へ遷る   |
| 大広間 | 松平兵部大輔家 （明石松平家） | 播磨明石          | 8万石 （10万石格） | 朝散大夫      | 家督後数年 - 四品            | 四品より30年 - 従四位下侍従         | 御家門   | 城主               | 五位の間は柳間詰 四品昇進後に大広間へ遷る   |
| 大広間 | 松平飛騨守 （大聖寺前田家）   | 加賀大聖寺        | 10万石             | 朝散大夫      | 家督後数年 - 四品            | 老年其節次第 - 従四位下侍従         | 外様     | 無城               | 五位の間は柳間詰 四品昇進後に大広間へ遷る   |
| 大広間 | 松平右近衛将監 （越智松平家） | 石見浜田          | 6万1000石          | 朝散大夫      | 家督後数年 - 四品            | 四品より30年 - 従四位下侍従         | 御家門   | 城主               | 五位の間は帝鑑間詰 四品昇進後に大広間へ遷る |
| 大広間 | 津軽越中守 （津軽家）         | 陸奥弘前          | 10万石             | 朝散大夫      | 家督後数年 - 四品            | 大聖寺前田氏に准ずるか 従四位下侍従 | 外様     | 城主               | 五位の間は柳間詰 四品昇進後に大広間へ遷る   |
| 大広間 | 南部大膳大夫 （南部家）       | 陸奥盛岡          | 20万石             | 朝散大夫      | 家督後30年 または50歳 - 四品 | 従四位下 権少将                     | 外様     | 大身国持           | 五位の間は柳間詰 四品昇進後に大広間へ遷る   |

## 溜詰
溜詰（たまりづめ）は、黒書院溜之間（くろしょいん たまりのま）、通称を松溜（まつだまり）の部屋に入ったことを名前の由来とする。溜間は将軍の執務空間である「奥」に最も近く、臣下に与えられた最高の席であった。
代々の溜詰を定溜（じょうだまり）・常溜（じょうだまり）・代々溜（だいだいたまり）などといい、会津藩松平家、彦根藩井伊家、高松藩松平家の三家がある。また一代に限って溜間に詰める大名家を飛溜（とびだまり）といい、伊予松山藩松平家、姫路藩酒井家、忍藩松平家、川越藩松平家などがある。さらに老中を永年勤めて退任した大名が、前官礼遇の形で一代に限って溜間の末席に詰めることもあり、これを溜詰格といった。
松溜では老中と諸役人との用談場所、諸役人の評議場として用いられ、同席する溜詰は重要事については幕閣の諮問を受けることとなっており、その定員は初期の段階で4 - 5名であった。また儀式の際には老中よりも上席に座ることになっており、その格式は非常に高いものだった。江戸中期以降、飛溜の大名も代々詰めるようになった。また、桑名藩松平家、岡崎藩本多家、庄内藩酒井家、越後高田藩榊原家の当主もほぼ代々詰めるようになる。その結果幕末には定員が15名近くになり、その希少性も褪せて、本来の趣旨は著しく形骸化した。ただし幕末においても三奉行（寺社奉行・町奉行・勘定奉行）や諸役人の評議は、半数近くが松溜で行われており、その重要性は一定以上保たれた。
| 殿席        | 家名                        | 領国     | 石高       | 初官          | 経過            | 極官                        | 親疎           | 城主 | 備考                                      |
| ----------- | --------------------------- | -------- | ---------- | ------------- | --------------- | --------------------------- | -------------- | ---- | ----------------------------------------- |
| 溜詰 - 常溜 | 井伊掃部頭 （井伊家）       | 近江彦根 | 35万石     | 従四位下 侍従 | 家督後 - 権少将 | 正四位上 権中将             | 譜代           | 城主 |                                           |
| 溜詰 - 常溜 | 松平肥後守 （会津松平家）   | 陸奥若松 | 28万石     | 従四位下 侍従 | 家督後 - 権少将 | 正四位上 権中将             | 御家門         | 城主 |                                           |
| 溜詰 - 常溜 | 松平讃岐守 （高松松平家）   | 讃岐高松 | 12万石     | 従四位下 侍従 | 家督後 - 権少将 | 正四位上 権中将             | 水戸連枝       | 城主 |                                           |
| 溜詰 - 飛溜 | 酒井左衛門尉 （酒井家）     | 出羽鶴岡 | 17万石     | 朝散大夫      | 家督後 - 四品   | 四品より30年 - 従四位下侍従 | 御譜代侍従之家 | 城主 | 五位の間は帝鑑間詰 四品昇進後に溜詰へ遷る |
| 溜詰 - 飛溜 | 酒井雅楽頭 （酒井家）       | 播磨姫路 | 15万石     | 朝散大夫      | 家督後 - 四品   | 四品より30年 - 従四位下侍従 | 御譜代侍従之家 | 城主 | 五位の間は帝鑑間詰 四品昇進後に溜詰へ遷る |
| 溜詰 - 飛溜 | 松平隠岐守 （久松松平家）   | 伊予松山 | 15万石     | 朝散大夫      | 家督後 - 四品   | 四品より30年 - 従四位下侍従 | 御譜代侍従之家 | 城主 | 五位の間は帝鑑間詰 四品昇進後に溜詰へ遷る |
| 溜詰 - 飛溜 | 小笠原大膳大夫 （小笠原家） | 豊前小倉 | 15万石     | 朝散大夫      | 家督後 - 四品   | 四品より30年 - 従四位下侍従 | 御譜代侍従之家 | 城主 | 五位の間は帝鑑間詰 四品昇進後に溜詰へ遷る |
| 溜詰 - 飛溜 | 榊原式部大輔 （榊原家）     | 越後高田 | 15万石     | 朝散大夫      | 家督後 - 四品   | 四品より30年 - 従四位下侍従 | 御譜代侍従之家 | 城主 | 五位の間は帝鑑間詰 四品昇進後に溜詰へ遷る |
| 溜詰 - 飛溜 | 松平越中守 （久松松平家）   | 伊勢桑名 | 11万3000石 | 朝散大夫      | 家督後 - 四品   | 四品より30年 - 従四位下侍従 | 御譜代侍従之家 | 城主 | 五位の間は帝鑑間詰 四品昇進後に溜詰へ遷る |
| 溜詰 - 飛溜 | 松平下総守 （奥平松平家）   | 武蔵忍   | 10万石     | 朝散大夫      | 家督後 - 四品   | 四品より30年 - 従四位下侍従 | 御譜代侍従之家 | 城主 | 五位の間は帝鑑間詰 四品昇進後に溜詰へ遷る |
| 溜詰 - 飛溜 | 本多中務大輔 （本多家）     | 三河岡崎 | 5万石      | 朝散大夫      | -               | -                           | 譜代           | 城主 | 溜詰格                                    |

## 帝鑑間席
帝鑑間（）は、幕府成立以前から徳川氏に臣従していた大名が詰める席。この席に詰める大名を幕府では譜代大名（「譜代席」）と呼んでいた。
ただし、親藩（宍戸藩松平氏・広瀬藩松平氏等）や外様大名（真田氏等）から願によりこの席に移った大名（御願譜代）や新規取立ながら家格向上によりこの席に移った大名（柳沢氏等）もある。父親が重職者の場合、嫡子（部屋住）は雁間に出る。
| 殿席   | 家名                        | 領国       | 石高       | 初官     | 親疎     | 城主   | 備考                                  |
| ------ | --------------------------- | ---------- | ---------- | -------- | -------- | ------ | ------------------------------------- |
| 帝鑑間 | 松平甲斐守 （柳沢家）       | 大和郡山   | 15万1000石 | 朝散大夫 | 譜代     | 城主   | 家督後数年 - 四品 極官 - 従四位下侍従 |
| 帝鑑間 | 大久保加賀守 （大久保家）   | 相模小田原 | 11万3000石 | 朝散大夫 | 譜代     | 城主   |                                       |
| 帝鑑間 | 阿部伊勢守 （阿部家）       | 備後福山   | 11万石     | 朝散大夫 | 譜代     | 城主   |                                       |
| 帝鑑間 | 堀田相模守 （堀田家）       | 下総佐倉   | 11万石     | 朝散大夫 | 譜代     | 城主   |                                       |
| 帝鑑間 | 酒井修理大夫 （酒井家）     | 若狭小浜   | 10万3000石 | 朝散大夫 | 譜代     | 城主   |                                       |
| 帝鑑間 | 奥平大膳大夫 （奥平家）     | 豊前中津   | 10万石     | 朝散大夫 | 譜代     | 城主   | 家督後数年 - 四品 極官 - 従四位下侍従 |
| 帝鑑間 | 戸田采女正 （戸田家）       | 美濃大垣   | 10万石     | 朝散大夫 | 譜代     | 城主   |                                       |
| 帝鑑間 | 真田信濃守 （真田家）       | 信濃松代   | 10万石     | 朝散大夫 | 譜代格   | 城主   |                                       |
| 帝鑑間 | 土井大炊頭 （土井家）       | 下総古河   | 8万石      | 朝散大夫 | 譜代     | 城主   |                                       |
| 帝鑑間 | 戸田土佐守 （戸田家）       | 下野宇都宮 | 7万7000石  | 朝散大夫 | 譜代     | 城主   |                                       |
| 帝鑑間 | 内藤備後守 （内藤家）       | 日向延岡   | 7万石      | 朝散大夫 | 譜代     | 城主   |                                       |
| 帝鑑間 | 戸沢上総介 （戸沢家）       | 出羽新庄   | 6万8000石  | 朝散大夫 | 譜代格   | 城主   |                                       |
| 帝鑑間 | 松平主殿頭 （深溝松平家）   | 肥前島原   | 6万5000石  | 朝散大夫 | 譜代     | 城主   |                                       |
| 帝鑑間 | 松平周防守 （松井松平家）   | 陸奥棚倉   | 6万4000石  | 朝散大夫 | 譜代     | 城主   |                                       |
| 帝鑑間 | 松平和泉守 （大給松平家）   | 三河西尾   | 6万石      | 朝散大夫 | 譜代     | 城主   |                                       |
| 帝鑑間 | 石川日向守 （石川家）       | 伊勢亀山   | 6万石      | 朝散大夫 | 譜代     | 城主   |                                       |
| 帝鑑間 | 松平丹波守 （戸田家）       | 信濃松本   | 6万石      | 朝散大夫 | 譜代     | 城主   |                                       |
| 帝鑑間 | 本多下総守 （本多家）       | 近江膳所   | 6万石      | 朝散大夫 | 譜代     | 城主   |                                       |
| 帝鑑間 | 小笠原中務大輔 （小笠原家） | 肥前唐津   | 6万石      | 朝散大夫 | 譜代     | 城主   |                                       |
| 帝鑑間 | 岡部美濃守 （岡部家）       | 和泉岸和田 | 6万石      | 朝散大夫 | 譜代     | 城主   |                                       |
| 帝鑑間 | 相馬大膳大夫 （相馬家）     | 陸奥中村   | 6万石      | 朝散大夫 | 譜代格   | 城主   |                                       |
| 帝鑑間 | 松平伊賀守 （藤井松平家）   | 信濃上田   | 5万3000石  | 朝散大夫 | 譜代     | 城主   |                                       |
| 帝鑑間 | 脇坂淡路守 （脇坂家）       | 播磨龍野   | 5万1000石  | 朝散大夫 | 譜代格   | 城主   |                                       |
| 帝鑑間 | 水野出羽守 （水野家）       | 駿河沼津   | 5万石      | 朝散大夫 | 譜代     | 城主   |                                       |
| 帝鑑間 | 水野和泉守 （水野家）       | 出羽山形   | 5万石      | 朝散大夫 | 譜代     | 城主   |                                       |
| 帝鑑間 | 内藤豊前守 （内藤家）       | 越後村上   | 5万石      | 朝散大夫 | 譜代     | 城主   |                                       |
| 帝鑑間 | 松平紀伊守 （形原松平家）   | 丹波亀山   | 5万石      | 朝散大夫 | 譜代     | 城主   |                                       |
| 帝鑑間 | 秋田信濃守 （秋田家）       | 陸奥三春   | 5万石      | 朝散大夫 | 譜代格   | 城主   |                                       |
| 帝鑑間 | 有馬左衛門佐 （有馬家）     | 越前丸岡   | 5万石      | 朝散大夫 | 譜代格   | 城主   |                                       |
| 帝鑑間 | 松平遠江守 （桜井松平家）   | 摂津尼崎   | 4万石      | 朝散大夫 | 譜代     | 城主   |                                       |
| 帝鑑間 | 松平壱岐守 （久松松平家）   | 伊予今治   | 4万石      | 朝散大夫 | 譜代     | 城主   |                                       |
| 帝鑑間 | 本多伊勢守 （本多家）       | 信濃飯山   | 3万5000石  | 朝散大夫 | 譜代     | 城主   |                                       |
| 帝鑑間 | 西尾隠岐守 （西尾家）       | 遠江横須賀 | 3万5000石  | 朝散大夫 | 譜代     | 城主   |                                       |
| 帝鑑間 | 土岐山城守 （土岐家）       | 上野沼田   | 3万5000石  | 朝散大夫 | 譜代     | 城主   |                                       |
| 帝鑑間 | 松平河内守 （能見松平家）   | 豊後杵築   | 3万2000石  | 朝散大夫 | 譜代     | 城主   |                                       |
| 帝鑑間 | 鳥居丹波守 （鳥居家）       | 下野壬生   | 3万石      | 朝散大夫 | 譜代     | 城主   |                                       |
| 帝鑑間 | 松平山城守 （藤井松平家）   | 出羽上山   | 3万石      | 朝散大夫 | 譜代     | 城主   |                                       |
| 帝鑑間 | 諏訪伊勢守 （諏訪家）       | 信濃高島   | 3万石      | 朝散大夫 | 譜代     | 城主   |                                       |
| 帝鑑間 | 稲垣対馬守 （稲垣家）       | 志摩鳥羽   | 3万石      | 朝散大夫 | 譜代     | 城主   |                                       |
| 帝鑑間 | 松平佐渡守 （広瀬松平家）   | 出雲広瀬   | 3万石      | 朝散大夫 | 御家門   | 城主格 | 定府                                  |
| 帝鑑間 | 植村出羽守 （植村家）       | 大和高取   | 2万5000石  | 朝散大夫 | 譜代     | 城主   |                                       |
| 帝鑑間 | 酒井石見守 （酒井家）       | 出羽松山   | 2万5000石  | 朝散大夫 | 譜代     | 城主   |                                       |
| 帝鑑間 | 加藤能登守 （加藤家）       | 近江水口   | 2万5000石  | 朝散大夫 | 譜代格   | 城主   | 定府                                  |
| 帝鑑間 | 小笠原相模守 （小笠原家）   | 越前勝山   | 2万2000石  | 朝散大夫 | 譜代     | 城主   |                                       |
| 帝鑑間 | 松平左衛門尉 （大給松平家） | 豊後府内   | 2万1000石  | 朝散大夫 | 譜代     | 城主   |                                       |
| 帝鑑間 | 内藤丹波守 （内藤家）       | 三河挙母   | 2万石      | 朝散大夫 | 譜代     | 城主   |                                       |
| 帝鑑間 | 井伊兵部少輔 （井伊家）     | 越後与板   | 2万石      | 朝散大夫 | 譜代     | 城主格 |                                       |
| 帝鑑間 | 松平宮内少輔 （奥平松平家） | 上野小幡   | 2万石      | 朝散大夫 | 譜代     | 城主格 |                                       |
| 帝鑑間 | 本多越中守 （本多家）       | 陸奥泉     | 2万石      | 朝散大夫 | 譜代     | 城主格 |                                       |
| 帝鑑間 | 保科弾正忠 （保科家）       | 上総飯野   | 2万石      | 朝散大夫 | 譜代     | 無城   |                                       |
| 帝鑑間 | 水野日向守 （水野家）       | 下総結城   | 1万8000石  | 朝散大夫 | 譜代     | 城主   |                                       |
| 帝鑑間 | 堀田摂津守 （堀田家）       | 下野佐野   | 1万6000石  | 朝散大夫 | 譜代     | 城主   |                                       |
| 帝鑑間 | 本多河内守 （本多家）       | 伊勢神戸   | 1万5000石  | 朝散大夫 | 譜代     | 城主格 |                                       |
| 帝鑑間 | 三宅備前守 （三宅家）       | 三河田原   | 1万2000石  | 朝散大夫 | 譜代     | 城主   |                                       |
| 帝鑑間 | 内藤播磨守 （内藤家）       | 陸奥湯長谷 | 1万5000石  | 朝散大夫 | 譜代     | 無城   |                                       |
| 帝鑑間 | 堀田豊前守 （堀田家）       | 近江宮川   | 1万3000石  | 朝散大夫 | 譜代     | 無城   | 定府                                  |
| 帝鑑間 | 小笠原信濃守 （小笠原家）   | 播磨安志   | 1万石      | 朝散大夫 | 譜代     | 無城   |                                       |
| 帝鑑間 | 本多肥前守 （本多家）       | 播磨山崎   | 1万石      | 朝散大夫 | 譜代     | 無城   |                                       |
| 帝鑑間 | 松平大炊頭 （宍戸松平家）   | 常陸宍戸   | 1万石      | 朝散大夫 | 水戸連枝 | 無城   | 定府                                  |
| 帝鑑間 | 松平日向守 （清崎松平家）   | 越後糸魚川 | 1万石      | 朝散大夫 | 御家門   | 無城   | 定府                                  |
| 帝鑑間 | 松平志摩守 （母里松平家）   | 出雲母里   | 1万石      | 朝散大夫 | 御家門   | 無城   | 定府                                  |
| 帝鑑間 | 丹羽長門守 （丹羽家）       | 播磨三草   | 1万石      | 朝散大夫 | 譜代     | 無城   | 定府                                  |
| 帝鑑間 | 柳沢刑部少輔 （柳沢家）     | 越後黒川   | 1万石      | 朝散大夫 | 譜代     | 無城   | 定府                                  |
| 帝鑑間 | 柳沢信濃守 （柳沢家）       | 越後三日市 | 1万石      | 朝散大夫 | 譜代     | 無城   | 定府                                  |
| 帝鑑間 | 小笠原近江守 （小笠原家）   | 豊前小倉内 | 新田1万石  | 朝散大夫 | 譜代     | 無城   |                                       |
| 帝鑑間 | 榊原越中守 （榊原家）       | 駿河久能   | 1800石     | 朝散大夫 | 表御礼衆 | 無城   | 交代寄合                              |
| 帝鑑間 | 菅沼新八郎 （菅沼家）       | 三河新城   | 7000石     | 無位無官 | 表御礼衆 | 無城   | 交代寄合                              |
| 帝鑑間 | 松平中務 （久松松平家）     | 下総飯笹   | 6000石     | 無位無官 | 表御礼衆 | 無城   | 交代寄合                              |
| 帝鑑間 | 松平玄蕃 （竹谷松平家）     | 三河西郡   | 4500石     | 無位無官 | 表御礼衆 | 無城   | 交代寄合                              |

## 柳間席
柳間（やなぎのま）は、五位および無官の外様大名・交代寄合・表高家・並の寄合衆が詰める部屋。准国主でも五位の時はここに詰め、四品に昇進すると大広間に移る。各家の嫡子もみな同席。

## 雁間詰
雁間（かりのま）は、幕府成立後に新規に取立てられた大名のうち、城主の格式をもった者が詰める部屋。老中や所司代の世子もこの席に詰めた。ここに詰める大名は「詰衆」と呼ばれ、他の席の大名とは異なり毎日登城した。また大名詰の部屋のうちで、老中が正午に行う御殿巡回コースに唯一入っており、幕閣の目に留まることで役職に就く機会も多かった。そのため、帝鑑間からこの席への移動を望む大名も少なくなかった。雁間・菊間広縁を総称して「雁菊」という。

## 菊間広縁詰
菊間広縁（きくのま ひろえん）は、菊間縁頬（きくのま えんきょう）ともいい、幕府成立後新規取立の大名の内、無城のものが詰める部席。旗本役である「大番頭、書院番・小姓組両番頭、旗奉行・槍奉行武役の職」の詰席でもある。

## 菊間
菊間（の本間）は雁間大名の嫡子の席とされ（「詰衆並」）、大名当主が詰めることはなかった。父が若年寄、奏者番に勤仕中であれば嫡子は菊間にでる。

## 御三卿の御控所
江戸時代中期に創設された御三卿（田安家・一橋家・清水家）は独立した大名ではなく、将軍の親族（「将軍家の部屋住み」）として扱われ、登城の経路と詰所の位置が諸大名と異なった。御三家以下の諸大名は、江戸城への登城時に大手門から入城して表御殿の各詰所に控えた一方で、御三卿は平川門から登城して本丸御殿中奥の内玄関（御風呂屋口）を経て、将軍の生活空間である中奥に用意された御控所（おひかえじょ）に入った。これは、将軍の最近親者としての御三卿に対する特別礼遇であった。